# دوغ أندرسون (لاعب دوري الرغبي)
دوغ أندرسون (بالإنجليزية: Doug Anderson)‏ هو لاعب دوري الرغبي نيوزيلندي، ولد في 28 أكتوبر 1926، وتوفي في 15 أكتوبر 2016 في تاكابونا ‏ في نيوزيلندا.